# Фридрих фон Вианден
Фридрих фон Вианден (на немски: Friedrich Graf von Vianden; Friedrich von Schönecken; † 10 септември или 10 октомври или 10 ноември 1247) е граф на Вианден-Шьонекен в Люксембург.

## Биография
Той е син на граф Хайнрих I фон Вианден († 1252) и съпругата му Маргьорит дьо Куртене-Намюр († 1270), маркграфиня на Намюр, с анулиран брак с Раул дьо Лузинян († 1212), дъщеря на латинския император на Константинопол Пиер дьо Куртене и Йоланда Фландърска. Внук е на граф Фридрих III фон Вианден и съпругата му Матилда (Мехтилд) фон Нойербург. Брат е на Хайнрих I († 1267), епископ на Утрехт (1249 – 1267), на граф Филип I фон Вианден († 1273), Матилда дьо Вианден (* ок. 1216), омъжена 1235 г. за дук Йоан Ангел.
Фридрих умира 1247 г. (5 години преди баща му). Вдовицата му Елизабет фон Салм († пр. 1263) се омъжва след това за Хайнрих IV фон Еш-Бисен († февруари 1261).

## Фамилия
Фридрих фон Вианден се жени сл. 31 март 1247 г. за Матилда фон Салм (* ок. 1223) и след това за Елизабет фон Салм († пр. 1263), дъщеря на граф Хайнрих III фон Салм († 1228) и Маргарета де Бар-Мусон († сл. 1259), дъщеря на граф Теобалд I де Бар. Те имат един син:
- Хайнрих фон Шьонекен († сл. 1296), господар на Шьонекен, основател на линията фон Шьонекен, женен I. за Юта фон Бланкенхайм († сл. 1284), II. пр. 8 октомври 1291 г. за Беатрикс де Хуфалице († сл. 1293);баща на:
  - Герхард I фон Шьонекен († 1317), женен ок. 1289 г. за графиня Мехтилд фон Насау († 1319)